# Tolkalkkopje
Het tolkalkkopje (Physarum flavidum) is een slijmzwam behorend tot de familie Physaraceae. Het leeft saprotroof in loofbossen op kruidachtige plantdelen.

## Verspreiding
In Nederland komt het uiterst zeldzaam voor. 